# پیز لینارد
پیز لینارد (به لاتین: Piz Linard) یک کوه در سوئیس است که در کانتون گراوبوندن واقع شده‌است. پیز لینارد ۳٬۴۱۰ متر بالاتر از سطح دریا واقع شده‌است.